# Argonon
Argonon — хімовоз (тип 2), збудований на замовлення нідерландської компанії Deen Shipping B.V. Став першим у світі танкером, проект якого одразу передбачав встановлення розрахованої на використання зрідженого природного газу енергетичної установки (на відміну від судна Bit Viking, що лише місяцем раніше розпочало використання ЗПГ після проведеної конверсії двигуна). Так само став першим річковим танкером на зазначеному паливі.
Перший етап спорудження судна виконала китайська верф Sainty Marine. У березні 2011, після тримісячного переходу, корпус доставили на роттердамську верф Trico. Після добудови судно передали замовнику в грудні того ж року.
Енергетична установка складається із двох двигунів Caterpillar DF3512, які призначені для роботи на суміші дизельного палива та ЗПГ (20/80). Використання останнього дозволяє значно скоротити викиди шкідливих речовин (сполуки сірки, а також оксиди азоту та діоксид вуглецю).
Запас ЗПГ на судні дозволяє здійснювати рейси по Рейн від Роттердама до Базеля (Швейцарія) та назад без додаткового бункерування.
Можливо також відзначити, що перший морський хімовоз Ternsund, проектом якого одразу передбачалось використання ЗПГ як палива, став до ладу через 3,5 року після Argonon.